# Пучкома
Пучкома — река в России, протекает по Архангельской области, Республике Коми. Устье реки находится в 159 км по левому берегу реки Вашка. Длина реки — 95 км, площадь водосборного бассейна — 494 км².
Основные притоки: Немнюга, Коввож, Ала (Ала-Ю), Нювь-Ю, Субась, Мыдмас, Тылошор, Ошъёль, Кычса, Уег, Дарныш, Морпожкырым.
В месте слияния реки Пучкома с рекой Вашкой находятся два древних села Большая Пучкома и Малая Пучкома, входящие в МО «Большая Пучкома».

## Данные водного реестра
По данным государственного водного реестра России относится к Двинско-Печорскому бассейновому округу, водохозяйственный участок реки — Мезень от истока до водомерного поста у деревни Малонисогорская. Речной бассейн реки — Мезень.

## Топографическая карта
- Лист карты P-38-9,10 Верховье р. Нюхча. Масштаб: 1 : 100 000. Указать дату выпуска/состояния местности.